# Gomphosus
A Gomphosus a sugarasúszójú halak (Actinopterygii) osztályába a sügéralakúak (Perciformes) rendjébe és az ajakoshalfélék családjába tartozó nem.

## Rendszerezés
A nembe az alábbi 2 faj tartozik:
- hosszú orrú ajakoshal (Gomphosus varius)
- palackorrú ajakoshal (Gomphosus caeruleus)